# ヴィーゼンバッハ (バーデン)
ヴィーゼンバッハ (ドイツ語: Wiesenbach) はドイツ連邦共和国バーデン＝ヴュルテンベルク州ライン＝ネッカー郡に属す町村（以下、本項では便宜上「町」と記述する）。

## 地理

### 位置
この町は州道L532号線/連邦道B45線沿いに位置する。オーデンヴァルト高原とクライヒガウ丘陵の間の127mから327mの魅力的な場所である。ハイデルベルクの東約15kmにあたる。
この町はクライン・オーデンヴァルトからクライヒガウへの門と言われる。

### 隣接する市町村
この町は北にネッカーゲミュント、東にロプバッハ、南にマウアー、西にバンメンタールと境を接している。

### 自治体の構成
自治体としてのヴィーゼンバッハには、首邑のヴィーゼンバッハの他、ランゲンツェル城とその農場が含まれる。

## 歴史
ヴィーゼンバッハは12世紀半ばに初めて文献上に記録されている。村の南にある古城はディルスベルク城の先駆けで、1140年頃にラウフェン伯が治めた。ヴィーゼンバッハはディルスベルクとともに14世紀にプファルツ選帝侯のものとなった。1300年頃に初めて文献に登場し、元々はヴィーゼンバッハよりも大きな村でヴィーゼンバッハとともに自治体を形成していたランゲンツェルは、三十年戦争によって破壊された。その後貴族領としてヴィーゼンバッハから分離された。1803年プファルツ選帝侯の廃止とともに両村はバーデン領に移された。1925年にランゲンツェルは再びヴィーゼンバッハに併合された。

### 人口推移
ヴィーゼンバッハの人口推移は、クライヒガウ北部地方のそれと一致している。最初の人口増加は18世紀に記録されている。1850年頃に貧困から移住が起こった。その後人口は第二次世界大戦まで中断を経ながらも緩やかに増加していった。戦後の人口増加は、終戦直後の旧ドイツ領の東プロイセンやシレジア、チェコ領であったズデーテン地方などから逐われた人々の移住や、大規模な住宅地の造成、通勤者の居住などによりもたらされた。
| 年   | 人口（人) |
| ---- | --------- |
| 1439 | 75        |
| 1577 | 105       |
| 1727 | 157       |
| 1777 | 230       |
| 1818 | 450       |
| 1850 | 650       |
| 1905 | 750       |

| 年   | 人口（人） |
| ---- | ---------- |
| 1925 | 820        |
| 1961 | 1,222      |
| 1965 | 1,360      |
| 1970 | 1,674      |
| 1991 | 2,817      |
| 1995 | 2,949      |
| 2000 | 3,066      |

| 年   | 人口（人） |
| ---- | ---------- |
| 2005 | 3,155      |
| 2010 | 3,071      |
| 2015 | 3,093      |

1905年まではランゲンツェルを除き、以後はこれを含む。

## 行政

### 議会
ヴィーゼンバッハの議会は、12議席からなる。

### 紋章
図柄: 緑地に中央やや下に銀の横波帯。その上に浮かぶ黒いアルファベットのW。
この紋章は1752年から使われた裁判の印章に由来するが、印章の文字は「WB」であった。ヴィーゼンバッハは1900年にゲネラルランデスアルヒーフの提案を受け容れた。
旗は、白 - 緑で1970年に内務省の認可を得た。

### 友好都市
- Donnery（フランス、ロワレ県）1988年
- Deszk（ハンガリー、チョングラード県）
- Smiltene（ラトビア）

## 文化と見所
町の北部に広がるヘレンヴァルトにはローマ時代の農場（ヴィラ・ルスティカ）跡がある。

### 博物館
町役場には郷土博物館が入っている。

### 自然
町域の一部には、小オーデンヴァルトの「ホルムート」と呼ばれる地区を流れていた前史時代のネッカー川の湾曲部がある。

## 引用と脚注
1. ↑  Statistisches Landesamt Baden-Württemberg – Bevölkerung nach Nationalität und Geschlecht am 31. Dezember 2023 (CSV-Datei)
2. ↑  Das Land Baden-Württemberg. Amtliche Beschreibung nach Kreisen und Gemeinden. Band V: Regierungsbezirk Karlsruhe Kohlhammer, Stuttgart 1976, ISBN 3-17-002542-2. S. 385–386